# 고대 이집트의 영혼
고대 이집트 사람들은 영혼이 렌(Ren)과 바(Ba), 카(Ka), 셰우트(Sheut), 입(Ib) 다섯 부분으로 이루어진다고 믿었다. 이 다섯 가지 요소 외에도 인간의 육신인 하(Ha)가 있으며, 다른 영혼인 아크후(Aakhu)와 카이부트(Khaibut), 카트(Khat)가 있다고 여겨졌다.

## 이브 (심장)
고대 이집트 영혼관에서 가장 중요한 부분은 바로 심장을 의미하는 '이브'이다. '이브'이나 형이상학적 심장은 어머니에게서 아이에게 전해지는 것이라는 믿음이 있었다. 이것은 마트여신의 심장 무게 달기 의식과 관계가 깊은 것으로 보인다.
고대 이집트 사람들은 심장이나 두뇌를 마음과 생각으로 연결지어 생각하지 않았다. 심장은 사후세계를 가는 중요한 열쇠로서 미라를 만들 때에도 시신 밖으로 꺼내지 않았다.

## 셰우트 (그림자)
'셰우트'는 언제나 사람을 따라다니는 그림자를 의미한다. 그래서 이집트 사람들은 그림자가 없는 사람은 존재할 수 없다고 믿었다. 이집트 사람들은 그림자가 그 사람의 어떤 것을 포함하고 있다고 추측하였는데 이는 사람의 형상이나 신들이 때때로 그들의 그림자와 관계되었기 때문이다.

## 렌 (이름)
'렌'은 사람이 태어나면서 붙여지는 이름을 의미하며 이집트 사람들은 자신의 이름이 오래 불리면 불릴수록 오래 산다고 믿었다.

## 바 (인격)

바

'바'는 현대 서구에서의 영혼(Soul)와 매우 유사한 관계가 있다. '바'는 타인과 자신을 구별해주는 인격이나 개성을 의미한다.
고대 이집트 사람들은 사람이 죽으면 '바'는 여전히 죽은 몸에 머물러 있다고 생각했는데, 심장 무게 달기 의식을 통과한 '카'와 다시 만나 '아크'가 되어 부활한다고 믿었다.

## 카 (생명의 힘)
'카'는 죽은 자와 산 자를 구분짓는 영적인 요소의 개념이다. 고대 이집트에서는 '카'가 몸을 떠나면 죽는다고 믿었다. 이집트 사람들은 나일강의 신 크눔이 아이의 형상을 한 육체를 도자기를 굽듯이 구워 어머니의 뱃속에 넣는다고 여겼다. 그러면 헤케트와 메스케넷이 '카'를 만들어 아이가 태어날 때 생명을 불어 준다고 믿었다. 이는 다른 종교의 영혼(Spirit)과 유사하다.
카는 육체가 죽어서도 음식을 섭취해야 한다는 믿음에 따라, 죽은 자의 무덤에 음식들을 제물로 바쳤다.

## 아크
'아크'는 고대 이집트 종교 역사에서의 죽음에 대한 개념이다.
'아크'는 '카'와 '바'가 다시 합쳐져서 만들어진 존재이다.

## 관계
고대 이집트 사람들은 사람이 죽는 다는 것은 '카'가 육체 밖으로 빠져나가는 것을 의미한다고 여겼다. 장례식에서도 사제들은 '입을 여는 의식'을 통하여 죽음에서 부활할 가능성을 만들어 줄 뿐만 아니라 '바'를 육체에 구속시키는 주술을 하였다. 이 의식으로 인하여 사후세계에서 '바'와 '카'가 다시 만나 '아크'를 이룰 수 있게 해준다.

## 같이 보기
- 이집트 신화
- 영혼

## 참고 문헌
- Allen, James Paul. 2001. "Ba". In The Oxford Encyclopedia of Ancient Egypt, edited by Donald Bruce Redford. Vol. 1 of 3 vols. Oxford, New York, and Cairo: Oxford University Press and The American University in Cairo Press. 161–162.
- Allen, James P. 2000. "Middle Egyptian: An Introduction to the Language and Culture of Hieroglyphs", Cambridge University Press.
- Borghouts, Joris Frans. 1982. "Divine Intervention in Ancient Egypt and Its Manifestation (b3w)". In Gleanings from Deir el-Medîna, edited by Robert Johannes Demarée and Jacobus Johannes Janssen. Egyptologische Uitgaven 1. Leiden: Nederlands Instituut voor het Nabije Oosten. 1–70.
- Borioni, Giacomo C. 2005. "Der Ka aus religionswissenschaftlicher Sicht", Veröffentlichungen der Institute für Afrikanistik und Ägyptologie der Universität Wien.
- Burroughs, William S. 1987. "The Western Lands", Viking Press. (fiction).
- Friedman, Florence Margaret Dunn. 1981. On the Meaning of Akh (3ḫ) in Egyptian Mortuary Texts. Doctoral dissertation; Waltham: Brandeis University, Department of Classical and Oriental Studies.
- ———. 2001. "Akh". In The Oxford Encyclopedia of Ancient Egypt, edited by Donald Bruce Redford. Vol. 1 of 3 vols. Oxford, New York, and Cairo: Oxford University Press and The American University in Cairo Press. 47–48.
- Jaynes, Julian. 1976. The Origin of Consciousness in the Breakdown of the Bicameral Mind, Princeton University.
- Žabkar, Louis Vico. 1968. A Study of the Ba Concept in Ancient Egyptian Texts. Studies in Ancient Oriental Civilization 34. Chicago: University of Chicago Press